# Венгрия на зимних Олимпийских играх 1976
Венгрия принимала участие в Зимних Олимпийских играх 1976 года в Инсбруке (Австрия) в двенадцатый раз за свою историю, но не завоевала ни одной медали.

## Состав сборной
Сборная страны состояла из 3 спортсменов: двух мужчин и одной женщины, выступивших в соревнованиях по фигурному катанию.
Самой молодой участницей сборной была 20-летняя фигуристка Кристина Регёци, самым старшим — её партнёр по танцам на льду, 22-летний Андраш Шаллаи. Знаменосцем на церемонии открытия Игр был Ласло Вайда.

## Результаты

### Фигурное катание
Фигуристы соревновались на искусственном льду Олимпийского стадиона в Инсбруке.
Мужчины — одиночное катание
8 февраля состоялся первый этап соревнований у мужчин — обязательные фигуры. Ласло Вайда получил всего 10 баллов и не был квалифицирован для участия в дальнейших этапах соревнований.
| Спортсмен   | Обязательные фигуры | Короткая программа | Произвольная программа | Баллы | Сумма мест | Место |
| ----------- | ------------------- | ------------------ | ---------------------- | ----- | ---------- | ----- |
| Ласло Вайда | 10                  | не участвовал      | не участвовал          | —     | —          | —     |

Танцы на льду
Медали в танцах на льду были разыграны впервые в истории Олимпийских игр. Соревнования танцевальных пар прошли с 4 по 9 февраля.
| Спортсмены                    | Обязательный танец | Произвольный танец | Баллы  | Сумма мест | Место |
| ----------------------------- | ------------------ | ------------------ | ------ | ---------- | ----- |
| Кристина Регёци Андраш Шаллаи | 5                  | 5                  | 195,92 | 48,5       | 5     |